# Fernando Pereira Soler
Fernando Pereira Soler (Madrid, 24 de diciembre de 1930-Barcelona, 31 de marzo de 2018) fue un ingeniero de caminos, canales y puertos, además de profesor de Contabilidad, español. Tercer director general del IESE, fue autor del libro Contabilidad para dirección, que en el año 2012 llegó a las 25 ediciones.

## Biografía

### Formación académica
Formado en el Colegio Nuestra Señora del Pilar, en Madrid, cursó sus estudios universitarios en la Escuela Técnica Superior de Ingenieros de Caminos, Canales y Puertos de la Universidad Politécnica de Madrid (1951-1956), donde se doctoró como ingeniero en 1967.
En 1959 se graduó en L´Ecole d´Administration des Affaires  de Lille y participó en el Managerial Economics Seminar de Berkeley, en la Universidad de California (1961).

### Instituto de Estudios Superiores de la Empresa (IESE)
Fernando Pereira fue uno de los principales colaboradores del profesor Antonio Valero para la constitución del Instituto de Estudios Superiores de la Empresa, posteriormente conocido como IESE Business School. En 1958 se trasladó a Barcelona y formó parte del equipo inicial junto a los profesores Félix Huerta Herrero, Anton Wurster, Rafael Termes, Juan Ferrán Nadal y Carlos Cavallé. Acompañó al profesor Valero en los distintos viajes a instituciones educativas europeas. Durante la visita a l’a Ecole des Administrations des Affaires, en Lille, se decidió que Pereira se quedase allí para estudiar Contabilidad, con el fin de completar su formación docente. Un año después, se incorporó como profesor del Departamento de Información y Control Económico del IESE.
Entre sus responsabilidades académicas estuvo la creación y el desarrollo de la investigación, ocupando el cargo de Director de Investigación del IESE (1959- 1964) y el de Director de Programas de Perfeccionamiento Directivo. Tras formar parte del Consejo de Dirección, fue nombrado director general de la escuela (1970-1978), en sustitución de Juan Ginebra Torra, en un momento de especial dificultad general para la economía, fruto de la crisis del petróleo. Como directivo, solía escuchar a sus interlocutores sin interrumpirles y se rodeó de un equipo de confianza, tomando las decisiones importantes de forma colegiada.
Durante su mandato, se consolidó la relación del Comité Harvard Business School - IESE y se puso en marcha la escuela de negocios de Buenos Aires, que sería el germen de la Universidad Austral. Gracias a su apoyo, diversos profesores del IESE viajaron regularmente a la capital bonaerense para hacerse cargo de las distintas sesiones.
También colaboró en los inicios del Instituto Panamericano de Alta Dirección de Empresa (IPADE), antecedente de la Universidad Panamericana de México. 
Otro de los hitos de su dirección fue la apertura del campus del IESE en Madrid. Con esta decisión, pretendía facilitar la formación a los empresarios y directivos de la capital, y, para evitar que fuese tomada como una decisión personal por su origen madrileño, convocó un comité que le ayudó a decidir colegiadamente.
Durante su administración se consolidó el departamento de antiguos alumnos –denominado entonces “Agrupación de Miembros”– como un organismo vivo de apoyo y asesoramiento, y de contacto permanente entre antiguos y nuevos alumnos, el claustro y la dirección académica.
En 1978, y por motivos de salud, fue sustituido en la dirección de IESE por el profesor Juan Antonio Pérez López, pero continuó como vocal del Consejo de Dirección (1978-1981) y, posteriormente, como director general asociado, junto al profesor Pedro Nueno (1981-1992).
Aficionado a la lectura, fue un gran conocedor de autores ingleses como G.K. Chesterton, C.S. Lewis, R. Knox y H. Newman.

### Profesor de Contabilidad
Fue profesor de Control Económico del IESE desde 1958, en los Programas de Perfeccionamiento Directivo (Executive Education), en el máster y en el Programa de Continuidad. Fue designado Profesor Emérito en el año 2001.
Como profesor, fue un gran pedagogo de la contabilidad. Su enfoque y su metodología crearon escuela y fueron una referencia internacional.
Según sus alumnos, Fernando Pereira fue uno de los profesores con mayor habilidad para cautivar en clase a sus oyentes. Era proverbial su capacidad para enseñar a pensar tan solo insinuando y haciendo preguntas sin respuesta.
Su libro Contabilidad para dirección es un clásico de los manuales sobre contabilidad. En su prólogo da un consejo básico para la resolución de los problemas complejos:

«Los problemas complejos se acaban resolviendo con ayuda de un lápiz, una goma de borrar y una cuartilla…”

El libro está dirigido a todas aquellas personas que, no siendo contables de profesión, desarrollan una actividad que requiere conocimientos contables.  Esencialmente práctico, cuenta con una importante base científica, resultado de la actividad profesional del autor en la empresa privada y como profesor.

### Premios
Medalla de Oro de la Universidad de Navarra, concedida el 22 de diciembre de 2016.

## Publicaciones

### Libros
- Pereira, F. (1970), Contabilidad para dirección, 1.ª ed. Eunsa.
- Pereira, F., et al. (1985), Enciclopedia de administración y contabilidad, Desclée de Brouwer, Bilbao.
- Pereira, F., et al. (2012), Contabilidad para dirección, 25.ª ed., Eunsa.
- Pereira, F. , y Grandes, M.ª J. (2016), Dirección y contabilidad financiera, Eunsa.

### Capítulos en libros
- Pereira, F. (1990), «La contabilidad de una empresa industrial», en F. Pereira, et al, Curso de Contabilidad y Finanzas, vol. 4: Las finanzas en la empresa, Plaza & Janés, (La empresa, dirección y administración), Barcelona, pp. 1-20.
- Pereira, F. (1997), «La información contable de grupos de sociedades», en C. García Pont, et al., Gestión de empresas diversificadas, Ediciones Folio, (Biblioteca IESE de Gestión de Empresas, vol. 26), pp. 87-117.